# Roky Erickson

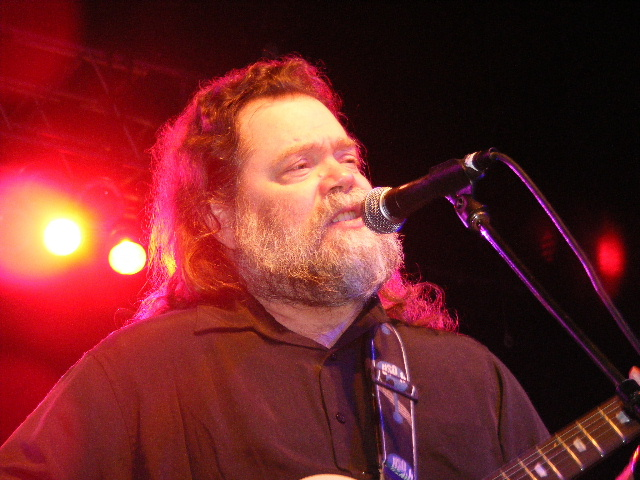
Roky Erickson, 2008

Roger Kynard „Roky“ Erickson (* 15. Juli 1947 in Dallas, Texas; † 31. Mai 2019 in Austin, Texas) war ein US-amerikanischer Sänger und Gitarrist. Vor seiner wechselhaften Solo-Karriere war er von 1965 bis zu deren Auflösung im Jahr 1969 Mitglied der Band The 13th Floor Elevators, die zu den Pionieren des Psychedelic Rock zählen. Aufgrund einer psychischen Erkrankung lebte Erickson lange vollkommen zurückgezogen, nahm aber weiterhin Alben auf. Ab 2005 gab er auch wieder regelmäßig Konzerte.

## Biographie

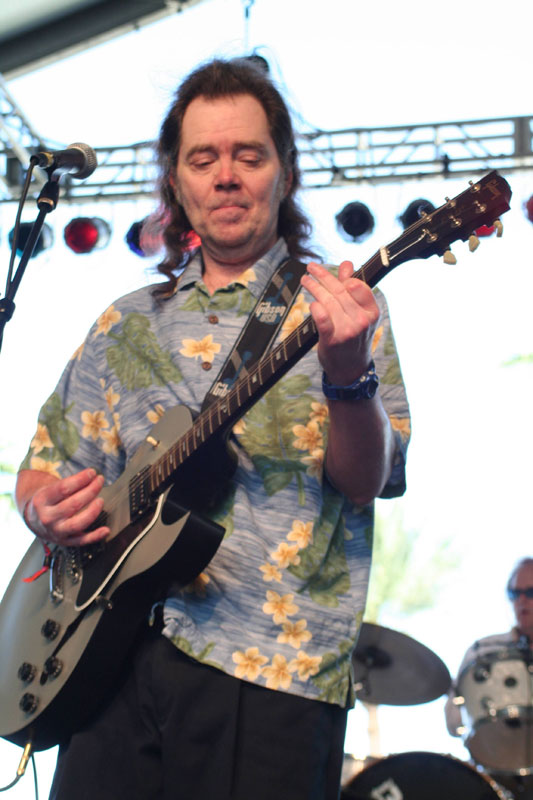
Roky Erickson, 2007

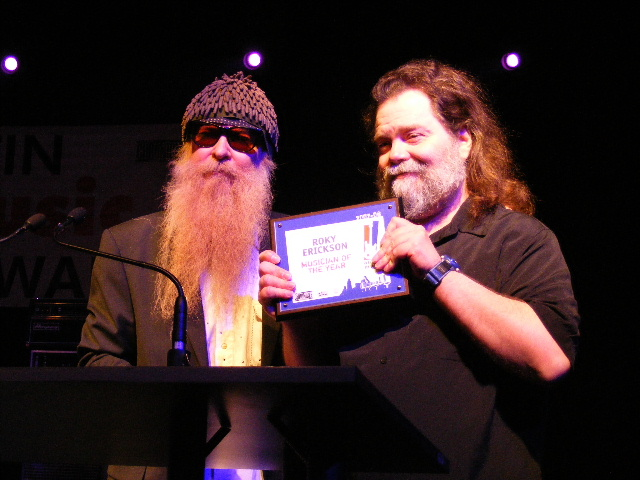
Roky Erickson (rechts) mit Billy Gibbons von ZZ Top bei den Austin Music Awards 2008

Roky Erickson wuchs als ältester von fünf Söhnen eines Architekten und einer gesangsbegeisterten Mutter auf. Mit fünf Jahren begann er mit dem Klavierspiel, etwas später kam das Gitarrenspiel hinzu. Kurz vor seinem Abschluss verließ er die Highschool mit dem Ziel, professioneller Rockmusiker zu werden. Etwa zur gleichen Zeit schrieb er sein kommerziell erfolgreichstes Stück You’re Gonna Miss Me, das er 1965 zunächst mit der Austiner Band The Spades aufnahm. Kurz darauf wechselte er jedoch zu einer anderen lokalen Band, den The 13th Floor Elevators, die einen Sänger suchten und auf Ericksons hohen, extrovertierten Gesangsstil aufmerksam geworden waren.
Bereits im April 1968 wurde Erickson erstmals wegen Schizophrenie behandelt, als er nach der Rückkehr von einer Konzerttour einen erschöpften und verwirrten Eindruck machte und von seiner Mutter in ein Krankenhaus eingeliefert wurde. Er entzog sich jedoch mit der Hilfe seines Bandkollegen Tommy Hall der Behandlung und reiste mit einigen Freunden nach Kalifornien, wo er u. a. mit Heroin versuchte, die „schrecklichen Stimmen in seinem Kopf“ zum Schweigen zu bringen. Nachdem er kurz darauf an Gelbsucht erkrankte, kehrte er nach Austin zurück.
Da die Bandmitglieder in ihrer Heimatstadt als Konsumenten von Drogen wie LSD, Marihuana und Mescalin bekannt waren, standen sie unter besonderer Beobachtung der lokalen Polizei. Nachdem bei Erickson im Jahr 1969 Marihuana gefunden worden war, drohte ihm in Texas eine bis zu zehnjährige Haftstrafe. Sein Anwalt erreichte jedoch aufgrund Ericksons Vorgeschichte, dass er stattdessen wegen Unzurechnungsfähigkeit in eine psychiatrische Anstalt in Austin eingewiesen wurde, aus der er in der Folge mehrmals floh, um seine damalige Frau Dana zu besuchen. Schließlich verlegten ihn die Behörden in das berüchtigte Rusk State Hospital for the Criminally Insane, wo Erickson und seine überwiegend gewalttätigen Mitinsassen unter strenger Bewachung standen. Es wurde ihm in der Anstalt gestattet, in einer kleinen Band zu spielen, jedoch musste er während seines Aufenthalts immer wieder Behandlungen und Experimente mit Elektroschocks und starken Psychopharmaka über sich ergehen lassen. Er wurde erst Ende 1972 wieder entlassen, nachdem ein Anwalt ihn bei einem Besuch in Rusk wiedererkannt und sich für ihn eingesetzt hatte. In der Zwischenzeit, im Jahr 1970, hatte der Kongress der Vereinigten Staaten die Strafen für den Besitz kleinerer Mengen Marihuana gelockert, sodass es sich auch in Texas nur noch um ein minderschweres Vergehen handelte. Nach dieser Maßgabe und der folgenden Rechtsprechung wäre Erickson mit seinem Vergehen aus einem normalen Gefängnis schon längst wieder entlassen worden. Der Anwalt erreichte vor Gericht, dass Erickson einerseits wieder als zurechnungsfähig anerkannt und dass andererseits seine Zeit in Rusk als ausreichende Strafe für das Drogenvergehen angerechnet wurde.
Nach seiner Entlassung gründete er 1975 die Band Bleib Alien, die sich dann später in Roky Erickson and the Aliens umbenannte.
Im Laufe der 1990er Jahre verschlechterte sich der Zustand Ericksons zunehmend; seine Karriere als Musiker kam zum Stillstand, während mehrfach älteres Aufnahmematerial veröffentlicht wurde. Regelmäßige Kontakte pflegte er lediglich noch zu seiner Mutter, die versuchte, sich um ihn zu kümmern. Erickson verwahrloste jedoch zunehmend und verbrachte die meiste Zeit mit dem Ansehen von Cartoonserien und der Ablage und Beantwortung von Werbe- und Postwurfsendungen. Als Sumner, Rokys jüngster Bruder und ebenfalls Berufsmusiker, nach etlichen Jahren wieder nach Austin kam, entschied er sich, seinem Bruder zu helfen.
Im Jahr 2005 wurde Keven McAlesters Dokumentarfilm You’re Gonna Miss Me veröffentlicht. Das Filmteam begleitete Erickson zwischen 1999 und 2004 und zeigt, wie Roky Erickson unter Mithilfe seines Bruders Sumner versucht, wieder Ordnung und Normalität in sein Leben zu bringen. Ergänzt durch zahlreiche Rückblicke auf das Leben Ericksons kommen neben seiner Familie alte Freunde und spätere Weggefährten wie Billy Gibbons, Patti Smith u. a. zu Wort. Der Film wurde im Jahr 2007 in der Kategorie Bester Dokumentarfilm für den Independent Spirit Award nominiert.
Ab dem Jahr 2005 fühlte sich Erickson wieder so gut, dass er allmählich wieder Konzerte gab. Im Jahr 2010 veröffentlichte er nach 14 Jahren erstmals wieder ein Studioalbum. Mit Unterstützung der amerikanischen Indie-Rock-Band Okkervil River erschien True Love Cast Out All Evil, das bis auf Platz 27 der Billboard-Charts in der Kategorie Independent Album stieg.

## Diskografie
Siehe hier für die Diskographie der 13th Floor Elevators.

### Soloalben
- Roky Erickson and The Aliens (1980, CBS Records)
- The Evil One (1981, 415 Records)
- Don’t Slander Me (1986, Pink Dust Records)
- Gremlins Have Pictures (1986, Pink Dust Records)
- Casting the Runes (1987, Five Hours Back)
- Holiday Inn Tapes (1987, Fan Club Records/New Rose Records)
- Live at the Ritz 1987 (1988, Fan Club Records)
- Click Your Fingers Applauding The Play (1988, New Rose Records)
- Openers (1988, Five Hours Back)
- Live Dallas 1979  (1992, Fan Club Records)
- Beauty and the Beast (1993, Sympathy for the Record Industry)
- All That May Do My Rhyme (1995, Trance Syndicate)
- Demon Angel: A Day and a Night with Roky Erickson (1995, Triple X Records)
- Roky Erickson and Evilhook Wildlife (1995, Sympathy for the Record Industry)
- Never Say Goodbye (1999, Emperor Jones)
- Don’t Knock the Rok! (2004, Norton Records)
- I Have Always Been Here Before (2005, Shout! Factory)
- Halloween (2008, Norton Records)
- True Love Cast Out All Evil (2010, ANTI-Records), zusammen mit Okkervil River

Die zwischen 1992 und 2008 veröffentlichten Platten enthalten überwiegend älteres Aufnahmematerial.

## Filmographische Hinweise
- You’re Gonna Miss Me, Dokumentarfilm über Roky Erickson aus dem Jahre 2005 von Keven McAlester[3]